# 존 R. 하지
존 리드 하지(영어: John Reed Hodge, 1893년 6월 12일~1963년 11월 12일)는 미국의 군인 겸 정치인이며 외교관이다.
그는 제1차 세계 대전과 제2차 세계 대전에 모두 참전하였고, 1945년 2차 대전 종전 시절 미국 육군 제24군단장이었으며, 1945년에서부터 1948년까지 주한미군사령관 겸 미군정청 군정사령관으로 활동했다. 미군정기간 중 이승만, 김구 등과 정치적으로 충돌했고, 그 와중에 차라리 김규식을 실권 없는 대한민국 초대 대통령 선거 무소속 대선 후보로 추진하려다가 끝내 실패하기도 했다.

## 생애

### 생애 초기
존 리드 하지는 1893년 미국 중서부 일리노이주 골콘다(Golconda)의 농촌에서 출생하였으며 보육원에서 자랐고 1912년에 미국 일리노이 주립대학교 건축학과 입학을 하여 1년 휴학 끝에 1917년에 나온 후(건축학사) 그 해 포트셰리단 미국 육군포병사관후보생학교에 입학했다.

### 사관 생도
24세 때 미국 육군포병사관후보생학교를 마친 후 1917년에 임관했고, 소위에 임관됨으로써 직업군인의 길에 들어섰다.

### 1, 2차 세계 대전 당시 활동
제1차 세계 대전에 참전하여 프랑스와 룩셈부르크에서 전투를 치렀다. 1차세계대전 때 프랑스 전선에 대대장으로 참전했다. 미국 육군참모학교, 보병학교, 화학전학교를 거쳐 1937∼42년에는 미국 국방부에서 근무했다. 항공 참관인 자격으로 항공전술학교도 졸업했다. 제2차 세계 대전 중에는 태평양 전선에서 복무했다. 1944년 필리핀 전쟁 중에 소장이 되었고, 그는 「미국사단」 사단장으로 승진해 솔로몬군도에서 승전한데 이어 44년에는 소장으로 진급해 미국 육군 24 군단장이 되면서 과달카날 전투에서 승리를 거뒀다. 1945년 오키나와 전투에 참전했다. 1945년 6월 임시 중장(Temporary Lieutenant General)으로 진급하여 제10군 소속 제24(XXIV)군단 사령관으로 취임했다.

### 2차 세계 대전 종전 이후
더글러스 맥아더 장군의 명령에 따라, 1945년 9월 8일 처음으로 존 하지 중장(군단장)이 이끄는 미국 제24군단 소속 미군 제7보병사단이 인천에 상륙하여 일본 총독부 및 38선 이남의 조선 주둔군의 항복을 받았다. 이후 주한 미군 사령관과 1945년부터 1948년까지 38선 이남 지역에 대한 미군정청의 사령관을 겸임하여 1948년 대한민국 정부 수립전까지 남한을 통치했다. 1948년 8월 15일 대한민국 정부수립식에 참여한 후, 서울대학교에서는 명예 법학박사 학위를 받았으며, 신생 대한민국 정부에 통치 임무를 인수인계한 후 귀국했다.

### 말년
1949~1951년 노스캐롤라이나주 포트 브래그로 돌아가 제5군단장을 맡았다. 한국전쟁이 발발하자 미국 육군 제3군 사령부의 참모장을 맡기도 했으며, 1952년 미육군 지상군사령관으로 임명됐고 1953년에 퇴역했다. 1963년 향년 71세로 별세했다.

## 주한 미군 사령관 겸 미군정청 예하 군정 사령관으로서 활동

### 군정청 최고 통치자

이승만의 소개로 김구와 면담 (1945년 11월)

10월 31일 한국민주당 수석총무 송진우를 불러 중요한 토론을 하였다. 토론에서 하지는 송진우에게 조병옥을 국립경찰의 장으로 임명하는 것과 같은 중대한 내용을 토의하였고, 결정에 있어서 송진우와 긴밀하게 협조하였다. 그는 또한 한국에 있어서의 미국의 행동을 설명하는 데 있어서 송진우를 전달수단으로 이용하였다. 1945년 12월 30일 김구에게 신탁통치를 반대하는 성명서를 받았다. 같은 날 하지는 신탁통치에 반대하는 김구의 성명서를 맥아더에게 송신하였으며, 김구는 하지에게 미국이 이것을 모스크바 협정에 언급된 3개국에 전달해줄 것을 강조하였다.

#### 김구와의 갈등
모스크바 협정이 발표된 직후인 1945년 12월 29일 하지는 송진우를 협의차 불러들였다. 그들의 회담 내용은 알려지지 않았으나 하지는 후에 송진우가 떠난 다음에 그의 친우들에게 자신이 이성적으로 행동할 준비가 되었다고 말했는데 다음날 아침에 죽고 말았다라고 말하였다. 1945년 12월 29일 송진우가 김구로 하여금 신탁통치 문제에 관하여 미군정과 정면대결을 피하게 하려고 시도하다가 귀가후, 12월 30일 새벽 6시에 자택에서 청년단의 저격을 받고 암살당하였다. 하지는 송진우암살 범인을 체포하였다. 송진우를 암살한 암살범 중의 한 사람인 한현우는 후에 송진우가 미국의 후견을 지지한 것이 자신의 저격 동기였다고 말했다. 다른 증거는 한현우를 김구와 연결시켰고, 커밍스는 한현우의 배후를 김구라고 보았다. 12월 30일 신탁통치를 반대하는 성명서를 하지에게 보냈다. 12월 30일 하지는 신탁통치에 반대하는 김구의 성명서를 맥아더에게 송신하였으며, 미국이 이것을 모스크바 협정에 언급된 3개국에 전달해줄 것을 강조하였다. 송진우 암살 사건이 전해지자 하지 사령관은 송진우 암살의 배후로 김구를 지목하고 1946년 1월 1일 김구를 미군정청으로 소환하여 경고를 주었다.

#### 임시정부 요인들의 추방 계획과 무산
1946년 1월 대한민국임시정부가 주권행사를 주장하며 신탁통치 반대운동을 벌였다. 임정은 이때 총파업을 호소하여 성사시켰다. 하지는 김구 등을 소환하여 경고를 주었다. 임시정부의 반탁 운동 시도에 화가 난 하지는 임시정부 요인들을 강제추방하려 했다. 화가 난 하지는 12월 31일 0시를 기해 임정 요인들을 인천에 있는 전 일본군의 미군 수용소에 수용했다가 중국으로 추방할 계획을 세웠다. 그러나 군정청 경무부장 조병옥의 설득으로 추방계획은 취소되고 46년 1월 1일 반도호텔의 하지 사무실에서 임시정부측과 군정청 측의 협상을 진행했다.

#### 이승만과의 갈등
1945년 9월~10월경, 하지가 한국인을 비하하는 언동을 전해 들은 이승만은 한동안 노발대발하며 흥분을 누르지 못했다. 그는 "내가 빨리 돌아가서 하지라는 자를 혼을 내주어야겠다"고 벼르기까지 했다. 이승만이 귀국길에 올라 1945년 10월 13일 도쿄에 들렀을 때 공항에 마중 나온 더글러스 맥아더 장군에게 하지의 언동에 대해 강력한 어조로 항의한 사실만 보더라도 그의 분노를 짐작할 수가 있다. 이때 더글러스 맥아더 장군은 이승만에게 "전혀 그런 사실이 없다"고 해명하면서 "하지 장군이 절대로 그런 사람이 아니다"라고 극구 변명했다. 이승만은 귀국 후 돈암장 시절 측근들과 회고담을 하는 가운데 도쿄 비행장에서 맥아더 장군의 해명을 듣고 하지에 대한 감정을 풀었다고 말했다.1947년 1월 25일 이승만이 자신을 친일파, 공산주의자라고 비판하자 굿펠로우에게 편지를 보내 늙은 개자식(The old S.O.B)라고 분노를 터트리기도 했다. 그 결과 이승만의 대안 모색에 매달렸다. 1947년 6월 하지는 이승만에게 이승만과 김구가 계획 중이라는 테러행위를 즉각 중지하도록 요구하는 서한을 은밀히 보내지 않고 공개적으로 보냈다.

## 평가와 비판
그의 군정 통치에 대한 평가를 놓고 이견이 있다. 그가 한반도 남부를 통치할 자격을 갖추었느냐에 대한 비판이 있다. 그에 의하면 하지가 과연 당시 1,500만 명 남짓한 남한 주민들을 효율적으로 통치할만한 자질을 가진 사람이었느냐에 관한 그 이후의 학계 논쟁에서, 학자들은 그가 「비 육사출신의 무부」였음을 지적하곤 한다. 웨스트 포인트에서 정규 교육을 받지 못한, 그저 용감하게 전투나 잘 하는 무골에 지나지 않는 사람일 뿐이어서 국제정세와 국내정세가 복잡하게 얽혀 있는 남한을 제대로 이해할 수 없었고 그래서 직업군인 방식대로 단순하게 대처하다가 남한의 해방정국을 그르쳤다는 시각이 있다. 그러한 비판에 수긍할 점이 없지는 않으나 그것보다 중요한 것은 그가 아시아에 대해 사실상 무지하다시피 했지만 코리아에 대해서도 무지했다는 사실이다. 다행히 그의 휘하 민사부 요원들은 한반도의 정세에 대해 비교적 제대로 파악하고 있었다. 언론인 김학준에 의하면 예컨대 한민족은 독립을 열망하고 있다는 사실, 한민족은 아주 오랜 기간 외국의 지배를 받음이 없이 독립국가를 유지했다는 사실, 그리고 일제의 식민지배 아래에서 오직 「귀족적 소수」만이 혜택을 입었고 대다수의 민중, 특히 농민은 엄청난 박해를 받았다는 사실 등을 정확히 이해하고 있었다. 그러나 하지는 남한에 처음 발을 디뎌놓던 때 그러한 사실들을 제대로 깨닫지 못하고 있었다는 점 등을 지적했다.

## 기타
- 제2차 세계 대전 중 태평양 전선에서 복무할 때 유능하고 공격적인 야전군 사령관으로서 이름을 날려 "군인 중의 군인", "태평양의 패튼"이라고도 불렸다.[16]
- 1945년 9월 8일 처음으로 존 하지 중장이 이끄는 미국 제 24군단 소속 미군 제7 보병사단이 인천에 상륙하여 일본 총독부 및 38선 이남의 조선 주둔군의 항복을 받았다. 이들을 환영하기 위해 인천보안대원과 조선노동조합원 등이 연합국기를 들고 행진하던 중 일본인 경관들이 아무 이유없이 발포하여 노조위원장 권평근과 보안대원 이석우가 배와 가슴에 총탄을 맞아 현장에서 숨지고 14명의 중경상자를 낸 불상사가 일어났다.[17] 한국인들의 환영을 다른 저의가 있는 데모로 오해했던지 하지 중장은 한국인들을 강제해산시키도록 명령했는데, 이 때 그는 "한국인들은 일본인들과 사실상 마찬가지로 교활한 종자"(The Koreans are the same breed of cats as the Japs")라는 매우 모욕적인 말을 했다.[18] 그에 앞서 9월 8일 새벽, 존 하지는 조선인 민족지도자들 중의 한사람이었던 여운홍, 조한용, 백상규 등의 면담 요청을 거절하였다.[19]
- 하지는 1945년 9월 9일에 발표한 "조선동포에게 고하는 성명"에서 "...조선인 여러분이 장구하고 또 귀중한 역사를 가지고 있는 것을 안다...장차 올 수개월에 걸친 여러분의 언어행동으로써 여러분은 전 세계 민주주의국민과 그들의 대표자인 나에게 전 세계라는 일가족의 구성분자로서의 명예있는 지위를 받을 민족의 자격능력을 표시하게 될줄안다"는 등 한국인을 추켜올렸지만 내심으로는 한국인을 퍽 무시하고 있었다.[20]
- 그러나 그는 조선총독부를 인정하였다. 그는 남한에서 공산주의자들이 좌익 폭동을 일으킬 위험성이 높다고 보고, 이것을 막고 「법과 질서」를 유지하려면 당분간 조선총독부의 기관들을 활용할 수밖에 없다고 판단하기도 하였던 것이다.[2]
- 그는 조선인민공화국 내각을 승인하지 않았고 대한민국임시정부 역시 승인하지 않았다. 그러나 인공 내각의 배제를 위해 고의로 대한민국임시정부가 정부 명칭을 쓰는 것을 묵과하였다. 한편 하지는 도착 직후 한 연설에서 "일본 주둔 미군들이 두려워 하는 것이 세 가지가 있다. 첫 째는 다이어-리아(설사), 두 번째는 고오너-리아(임질), 그리고 마지막은 코-리아(한국)이다"라고 발언했다.[21] 그는 한국인을 부정적으로 생각했고, 들쥐나 고양이 같다, 일본인과 비슷하다는 주변의 시각을 그대로 받아들였다.
- 하지는 1945년 10월 2일 상오 10시 군정청 출입기자와 가진 정례회견에서 임시정부의 환국에 대한 군정청의 견해를 묻는 질문에 이렇게 답변했다. "그들에 대한 태도는 연합군측의 협의결정에 의해 결정되리라고 생각한다. 해외에 있는 임시정부가 돌아올 시기라든지 그에 대한 태도는 나자신 알 수 없으며 역시 연합국정부의 결정에 의할 뿐이다."[22] 하지의 이 같은 막연한 대답은 미국을 위시한 연합국의 점령정책의 빈곤이 근본원인이기는 하지만 하지로서도 임시정부환국에 대해 호의적인 태도를 갖고 있지 않다는 사실을 나타내는 것이었다. 하지는 임시정부 자체에 대해 몹시 나쁜 편견을 갖고 있었다.[23][24] 임시정부 요인들의 환국 교섭을 벌이던 이승만은 측근들에게 "하지가 임정을 불한당집단이라고 생각하고 있다"는 말을 여러번 했다.[25]
- 미군정 사령장관 재직 시 좌우합작운동을 지지하여 이승만, 김구, 박헌영 등과 수시로 갈등하기도 했다. 한국전쟁이 발발했을 당시 미 5군단장으로 있다가 이후 미3군사령관으로 재직하였다.
- 이승만이 지속적으로 미군정의 정책에 반대하자 하지는 그에게 "나는 당신을 잡아가둘 수도 있고 생명까지 뺏을 수 있소. 그런데 왜 그렇게 사사건건 방해를 하시오. 당신이 반미하는거요, 뭐하는거요!" 그러자 이승만은 껄껄 웃으면서 "나는 지금 이 나라, 이 민족의 자유뿐 아니라 너희를 위해 반공하는거다. 너희도 그냥 있으면 전부 공산화될거다."하니 하지는 "저 늙은이가 미쳤다. 정신과 의사에게 진찰받게 하라"며 조롱하였다.[26] 또 1947년 1월 25일, 이승만이 미국의 여론을 움직이며 자신을 공산주의자라고 몰아세우자, 굿펠로우 대령에게 보낸 편지에서 이승만을 "그 늙은 개자식(the old S.O.B)"이라며 격한 표현을 숨기지 않았다.[27]

## 관련 서적
- 강준만, 《한국현대사산책:1940년대편 1》 (인물과사상사, 2006)
- 강준만, 《한국현대사산책:1940년대편 2》 (인물과사상사, 2006)
- 브루스커밍스, 《한국전쟁의 기원》 (김자동 역, 일월서각, 1986)
- 정용욱, 《존 하지와 미군 점령통치 3년》 (중심, 2003)

## 같이 보기
- 대한민국의 역사
- 장일순